# Fadouma Dia
Fadouma Dia (1976–) szenegáli nemzetközi női labdarúgó-játékvezető.

## Pályafutása
A FSF Játékvezető Bizottságának (JB) minősítésével a Premier League játékvezetője. A nemzeti női labdarúgó bajnokságban kiemelkedően foglalkoztatott bíró. Küldési gyakorlat szerint rendszeres 4. bírói szolgálatot is végez.
A Szenegáli labdarúgó-szövetség JB terjesztette fel nemzetközi játékvezetőnek, a Nemzetközi Labdarúgó-szövetség (FIFA) 2005-től tartja nyilván női bírói keretében. A FIFA JB központi nyelvei közül a franciát beszéli. Több nemzetek közötti válogatott (Labdarúgó-világbajnokság, Női Afrikai nemzetek kupája, Algarve-kupa), valamint  klubmérkőzést vezetett, vagy működő társának 4. bíróként segített.
A 2012-es U20-as női labdarúgó-világbajnokságon a FIFA JB bírói szolgálatra vette igénybe.
| Időpont             | Helyszín                                | Mérkőzés típusa              | Mérkőzés              | Eredmény | Nézők száma |
| ------------------- | --------------------------------------- | ---------------------------- | --------------------- | -------- | ----------- |
| 2012. augusztus 23. | Kobe Universiade Memorial Stadion, Kóbe | csoportmérkőzés (C. csoport) | Észak-Korea–Argentína | 9 – 0    | 3144        |

A 2015-ös női labdarúgó-világbajnokságra készülő bővített játékvezető keret tagja. Selejtező mérkőzéseket a CAF zónában irányított. 
| Időpont         | Helyszín                          | Mérkőzés típusa       | Mérkőzés                           | Eredmény |
| --------------- | --------------------------------- | --------------------- | ---------------------------------- | -------- |
| 2014. május 23. | Robert Champroux Stadion, Abidjan | előselejtező (2. kör) | Elefántcsontpart–Egyenlítői-Guinea | 1 – 1    |

A 2010-es Algarve-kupa labdarúgó tornán a FIFA JB játékvezetőként foglalkoztatta.
| Időpont          | Helyszín                 | Mérkőzés típusa              | Mérkőzés       | Eredmény |
| ---------------- | ------------------------ | ---------------------------- | -------------- | -------- |
| 2010. március 1. | CD Montechoro, Albufeira | csoportmérkőzés (C. csoport) | Feröer–Románia | 1 – 5    |